# Otto Weidinger

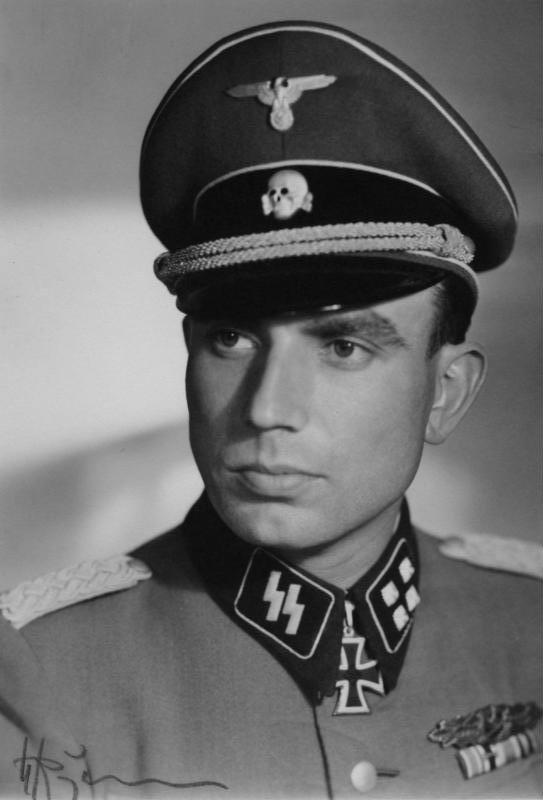
Otto Weidinger, 1944

Otto Weidinger (* 27. Mai 1914 in Würzburg; † 10. Januar 1990 in Aalen) war ein Offizier der Waffen-SS, zuletzt im Range eines SS-Obersturmbannführers. Im Zweiten Weltkrieg war seine Einheit, das SS-Regiment „Der Führer“, am Massaker von Oradour am 10. Juni 1944 beteiligt. Weidinger publizierte hierzu und zur SS-Panzer-Division „Das Reich“ in rechtsextremen Verlagen. Weidinger war 1958 Bundesvorsitzender der Hilfsgemeinschaft auf Gegenseitigkeit der Angehörigen der ehemaligen Waffen-SS (HIAG).

## Leben

### Vor dem Zweiten Weltkrieg
Otto Weidinger wurde 1914 in Würzburg als Sohn eines Oberpostsekretärs geboren. 1933, noch als Schüler, trat er in die NSDAP sowie die SS ein (SS-Nummer 114.921), und legte 1934 sein Abitur am Humanistischen Gymnasium in Würzburg ab. Seit dem 16. April 1934 war er für ein Jahr im KZ Dachau angestellt, wo, wie der Historiker Jens Westemeier feststellt, „Gewalt, Terror und Willkür [...] Bestandteil seiner Ausbildung“ waren. Im Mai 1935 wurde er zur SS-Junkerschule in Braunschweig abgeordnet; er gehörte hier gemeinsam mit etwa Sylvester Stadler zur ersten Generation der an dieser SS-Kaderschmiede indoktrinierten jungen SS-Führer, die später in der Waffen-SS eine Kultur der besonderen Grausamkeit prägten. Am 20. April 1936 wurde er zum SS-Untersturmführer befördert. Zunächst befehligte er einen Zug im SS-Regiment „Deutschland“, bis er eine Ausbildung als Pionier erhielt und kurz vor dem Einmarsch in Österreich zu seinem Regiment zurückkehrte. Nach einem kurzen Aufenthalt bei der Wehrmacht wurde er schließlich zur Kradschützen-Abteilung des SS-Regimentes „Deutschland“ versetzt.

### Zweiter Weltkrieg
Mit der Kradschützen-Abteilung des SS-Regimentes „Deutschland“ nahm er am Überfall auf Polen teil, wo ihm das Eiserne Kreuz II. Klasse verliehen wurde.
Für seine Teilnahme am deutschen Angriff im Westen wurde er mit dem Eisernen Kreuz I. Klasse ausgezeichnet und kurz darauf als Divisionsadjutant eingesetzt. Im Juli 1940 folgte die Beförderung zum SS-Hauptsturmführer und die Teilnahme am Balkanfeldzug.
Kurz nach dem Einmarsch in die Sowjetunion wurde Weidinger zum Kommandanten der schweren Kompanie des Kradschützenbataillons ernannt und kehrte kurze Zeit darauf zur SS-Junkerschule in Bad Tölz zurück, um dort Taktik zu unterrichten.
Im Juni 1943 wurde Weidinger wieder an die Front befohlen und mit dem Kommando über das I. Bataillon des SS-Regiments „Deutschland“ betreut – nunmehr im Range eines SS-Sturmbannführers. Dieses Bataillon erlebte im Unternehmen Zitadelle erbitterte Kämpfe in den vorgeschobenen Stellungen. Im Nahkampf wurde er zu jener Zeit schwer am Kopf verletzt. Am 26. November 1943 wurde er mit dem Deutschen Kreuz in Gold ausgezeichnet. Ende 1943 kommandierte er, im Rahmen der 2. SS-Panzer-Division „Das Reich“, die SS-Panzer-Aufklärungs-Abteilung 2.
Im Frühjahr wurde die 2. SS-Panzer-Division nach Frankreich verlegt. Am 21. April 1944 wurde Weidinger mit dem Ritterkreuz des Eisernen Kreuzes ausgezeichnet. Kurz darauf folgte die Beförderung zum SS-Obersturmbannführer und die Übernahme des Kommandos über das 4. SS-Panzergrenadierregiment „Der Führer“, welches er in den Kämpfen in der Normandie befehligte. Die formelle Übernahme des Kommandos über das Regiment „Der Führer“ von seinem Vorgänger Sylvester Stadler erfolgte am 14. Juni 1944, doch tat Weidinger dort bereits einige Zeit vorher Dienst, um sich auf die neue Aufgabe vorzubereiten. Das Regiment „Der Führer“ war am 10. Juni 1944 an dem Massaker von Oradour beteiligt, bei dem 642 Kinder, Frauen und Männer ermordet wurden. Die Männer wurden erschossen, Frauen und Kinder wurden in eine Kirche getrieben, die dann angezündet wurde. Gewehrsalven und verschlossene Türen hinderten sie an der Flucht. Vorher, am 9. Juni 1944, hatte eine andere Einheit der Panzer-Division „Das Reich“ schon 99 Männer in Tulle als Vergeltung für einen Angriff auf die deutsche Garnison aufgehängt.
Danach kämpfte das Regiment unter anderem bei Saint-Lô, Coutances und Mortain sowie beim Rückzug aus dem Kessel von Falaise. Am 26. Dezember 1944 wurde ihm das Eichenlaub zum Ritterkreuz verliehen.
Nach dem Scheitern der Ardennenoffensive wurden Weidinger und sein Regiment an die Ostfront verlegt, wo er in Ungarn und in den letzten Kriegstagen in Österreich kämpfte sowie zuletzt in das damalige Protektorat Böhmen und Mähren vorrückte, um sich an der Niederschlagung des Prager Aufstandes zu beteiligen.

### Nach dem Zweiten Weltkrieg
Nach dem Krieg wurde er zur Untersuchung einer möglichen Beteiligung an den Massakern von Oradour-sur-Glane und Tulle vor ein französisches Gericht gestellt und in allen Anklagepunkten mangels Beweisen freigesprochen.
Weidinger war Mitglied der Hilfsgemeinschaft auf Gegenseitigkeit der Angehörigen der ehemaligen Waffen-SS (HIAG). Nach einer Intervention Paul Haussers, dessen Vertrauter Weidinger war, wurde er im Januar 1958 zum Ersten Bundessprecher der HIAG gewählt. Im November 1958 trat er zurück. Hintergrund waren interne Konflikte um die Einbeziehung der als KZ-Wachverbände eingesetzten Totenkopfverbände in die HIAG. Sein Nachfolger wurde Kurt Meyer.
Nach 1958 betätigte Weidinger sich als Autor und Publizist für die HIAG. Zahlreiche Beiträge von ihm finden sich in der Zeitschrift „Der Freiwillige“, dem HIAG Verbandsorgan. Zwischen 1967 und 1982 veröffentlichte er eine fünf Bände und 2000 Seite umfassende Geschichte der 2. SS-Panzer-Division „Das Reich“, die im von der HIAG gegründeten und betriebenen Munin-Verlag erschien. Im Vorwort gibt Weidinger an, weder Kriegsverherrlichung noch eine Glorifizierung von Ideen und Epochen betreiben zu wollen. Vor dem Hintergrund öffentlicher Diskussionen beispielsweise um das Massaker von Oradour wollte Weidinger gegen ein angebliches einseitiges Geschichtsbild vorgehen. Als Zielgruppe benannte er nicht nur die Erlebnisgeneration, sondern auch die Jugend. Der Historiker Karsten Wilke ordnet Weidingers Veröffentlichung in Versuche der HIAG ein, „von der professionellen Geschichtswissenschaft unbearbeitete Themenbereiche […] mit eigenen Darstellungen zu besetzen“. Diese Versuche seien weitgehend gelungen; spätestens in den 1970er Jahren habe die HIAG „ein Deutungsmonopol zur Kriegsgeschichte der Waffen-SS“ erlangt. Als die vier zentralen Elemente dieser „Erinnerungskonstruktionen“ benennt Wilke den „Topos der ‚unpolitischen‘ Waffen-SS“, ihre angebliche Eliterolle, die „Inszenierung der Truppe als ‚Europa-Armee‘“ sowie die „Abgrenzung von Kriegs- und NS-Verbrechen“.
1984 erschien ein Buch Weidingers über die Massaker in Tulle und Oradour unter dem Titel Tulle und Oradour – Die Wahrheit über zwei Vergeltungsaktionen der Waffen SS. Zunächst im Selbstverlag veröffentlicht, wurde es 1999 im Nation-und-Europa-Verlag und 2006 im Winkelried-Verlag verlegt. Als Übersetzung „Tulle en Oradour“ erschien es 1993 beim rechtsextremen belgischen Verlag Vrij Historisch Onderzoek. Der Pour le Mérite Verlag des rechtsextremen Verleger Dietmar Munier veröffentlichte 2009 einen Bildband Weidingers unter dem Titel Division „Das Reich“ im Bild.